# Kanton Chevigny-Saint-Sauveur
Chevigny-Saint-Sauveur is een kanton van het Franse departement Côte-d'Or. Het kanton maakt deel uit van het arrondissement  Dijon.  

Het telt 27.225 inwoners in 2018.

Het kanton werd gevormd ingevolge het decreet van 18  februari 2014 met uitwerking op 22 maart 2015.

## Gemeenten
Het kanton Chevigny-Saint-Sauveur omvat bij zijn oprichting 7 gemeenten.
Op 28 februari 2019  werden de gemeenten Neuilly-lès-Dijon en Crimolois samengevoegd tot de fusiegemeente (commune nouvelle) Neuilly-Crimolois.
Sindsdien omvat het kanton volgende 6 gemeenten: 
- Bressey-sur-Tille
- Chevigny-Saint-Sauveur
- Magny-sur-Tille
- Neuilly-Crimolois
- Quetigny
- Sennecey-lès-Dijon